# لیمانووا
لیمانووا (به لاتین: Limanowa) یک منطقهٔ مسکونی در لهستان است که در شهرستان لیمانووا واقع شده‌است. لیمانووا ۱۸٫۶۴ کیلومتر مربع مساحت و ۱۵٬۱۳۲ نفر جمعیت دارد و ۴۰۰ متر بالاتر از سطح دریا واقع شده‌است.

## خواهرخوانده
شهرهای Mrągowo و نایلز (ایلینوی) خواهرخوانده‌های لیمانووا هستند.